# Of Mice & Men (album)
Of Mice & Men è l'album di debutto dell'omonimo gruppo musicale statunitense, pubblicato il 9 marzo 2010 dalla Rise Records.

## Tracce
Testi e musiche di Austin Carlile e Shayley Bourget.
1. YDG – 3:18
2. They Don't Call It "The South" for Nothing – 3:07
3. Second & Sebring – 3:49
4. Westbound & Down – 3:39
5. John Deux Trois – 3:17
6. Those in Glass Houses – 2:42
7. Farewell to Shady Glade – 3:41
8. The Ballad of Tommy Clayton & the Rawdawg Millionaire – 3:50
9. Seven Thousand Miles for What? – 2:53
10. This One's for You – 3:27

## Formazione
Of Mice & Men
- Austin Carlile – voce death
- Shayley Bourget – chitarra ritmica, voce melodica
- Phil Manansala – chitarra solista
- Jaxin Hall – basso
- Valentino Arteaga – batteria, percussioni

Produzione
- Joey Sturgis – produzione, missaggio, mastering

## Classifiche
| Classifica (2010)         | Posizione massima |
| ------------------------- | ----------------- |
| Stati Uniti               | 115               |
| Stati Uniti (independent) | 7                 |
| Stati Uniti (heatseekers) | 3                 |
| Stati Uniti (rock)        | 35                |
| Stati Uniti (hard rock)   | 10                |